# Stazione di Torino Stura
La stazione di Torino Stura è una stazione ferroviaria posta sulla ferrovia Torino-Milano storica. La stazione prende il nome dal vicino fiume Stura di Lanzo, che la ferrovia ha appena passato con un viadotto.
È situata nella zona Nord, fra il quartiere Falchera e l'ex zona industriale Abbadia di Stura, a servizio del vicino abitato di San Mauro Torinese.
Circa un chilometro dopo la stazione (direzione Milano), c'è il bivio Stura, punto di inizio della linea ferroviaria Torino-Milano ad alta velocità e prima interconnessione con la ferrovia storica Torino-Milano.

## Storia

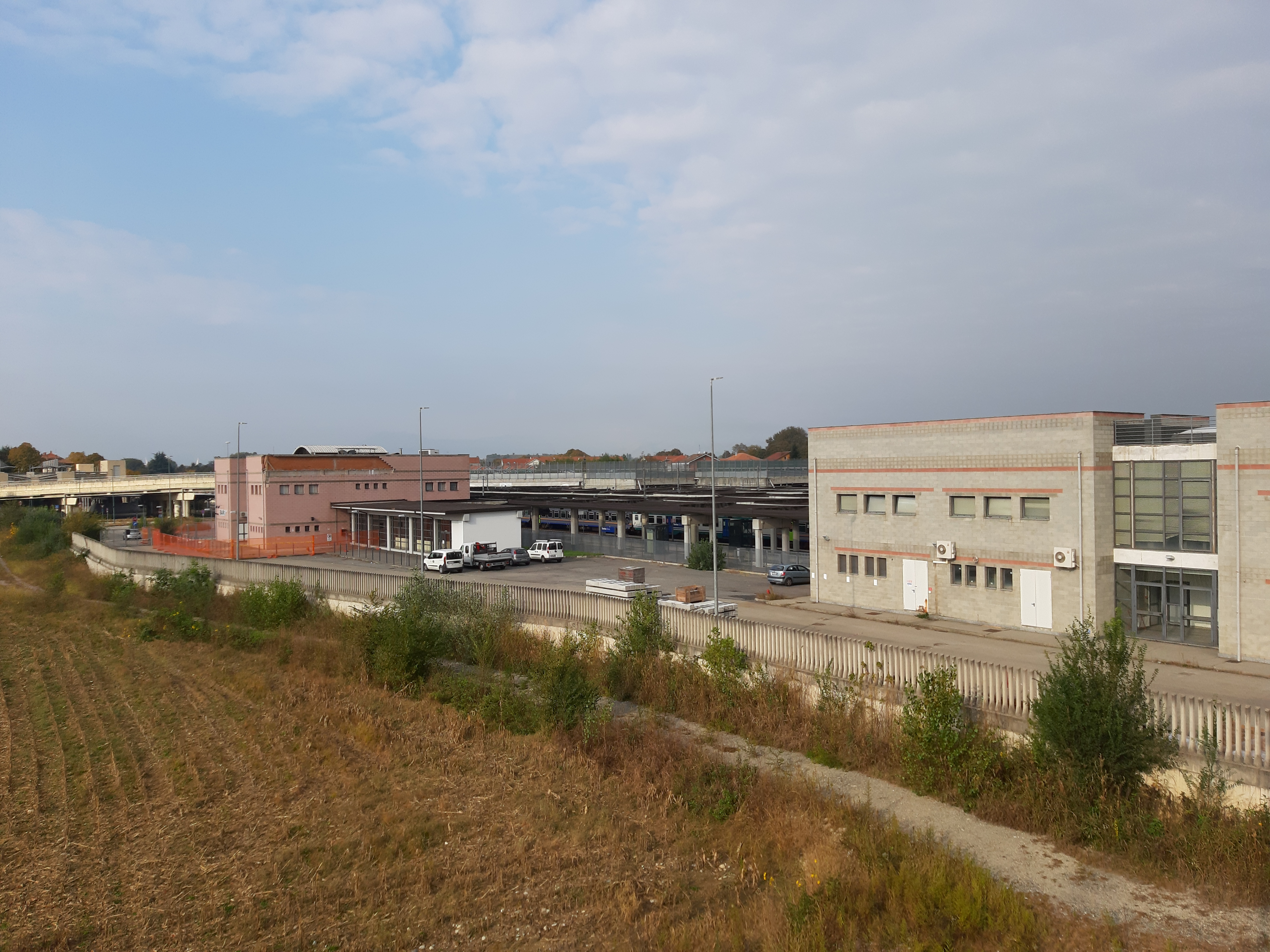
Veduta Stazione Stura

Il fabbricato viaggiatori originario fu inaugurato nel 1926 assieme alla zona industriale di Abbadia di Stura. La stazione Stura rispondeva alle esigenze della SNIA Viscosa, che negli anni 1920 aveva aperto un grande stabilimento in questa borgata e necessitava di uno scalo ferroviario a cui potersi raccordare per gestire le merci in entrata e in uscita. Fin dal principio, l'impianto offriva un servizio viaggiatori, contando nel 1930 nove treni viaggiatori che vi effettuavano fermata.
Sopravvissuta alla chiusura della SNIA Viscosa e alla graduale deindustrializzazione dell'area circostante con abbandono dei raccordi merci per la Michelin e per la IVECO, la stazione Stura ha vissuto una rinascita recente, contestualmente alla realizzazione della ferrovia interrata, quando l'intera struttura è stata completamente rivista e potenziata.

## Strutture e impianti
In seguito al suo rifacimento, il nuovo scalo è dotato di 9 binari (originariamente erano solo 3).

Il fabbricato viaggiatori, ricostruito e ampliato, ha accesso da un piazzale interno dalla Strada Vicinale dell'Abbadia di Stura e un ulteriore accesso si trova sulla parte posteriore dell'impianto da via Toce (lato quartiere Falchera).
I binari di corsa della linea Torino-Milano sono il 4 e 5 (4 per Torino, 5 per Milano), serviti da banchine laterali; i binari di corsa per i treni facenti parte del SFM sono il 7, l'8 e il 9. 
Anche tutti gli altri binari su percorso deviato sono dotati di banchina; singolarmente il binario 1 è dotato di banchina laterale su ambo i lati.

I binari dall'1 al 3 raramente ricevono convogli dalla linea normale (bin. 7 e 8), a causa degli interposti binari di corsa AV e regionali (4 e 5) che risulta problematico attraversare senza crearvi rallentamenti.

## Movimento
La stazione è servita dai treni del SFM, linee 1 per Chieri e Rivarolo e 2 per Chivasso e Pinerolo. 
Fino al 20 gennaio 2024 hanno servito la stazione anche le linee 4 per Alba e 7 per Fossano, successivamente reindirizzate sulla Ferrovia Torino-Ceres, e fino al 15 dicembre 2024 la linea 6 per Asti, mandata al nuovo capolinea dell'aeroporto di Caselle sempre sulla Torino-Ceres.
I treni AV e quelli normali a lunga percorrenza effettuano solo il transito, senza fermata.

## Servizi
Le banchine dal sottopasso est sono accessibili ai portatori di disabilità grazie a degli ascensori.
La stazione dispone di:
- Biglietteria automatica
- Sala d'attesa
- Servizi igienici
- caffetteria
- Sottopassaggio
- Annuncio sonoro dei treni

## Interscambi
Adiacente alla stazione è possibile l'interscambio con la linea 4 del tram (fermata sotterranea) e le linee della rete urbana di bus, 20, 26 (fino a aprile ‘24 46N), 51, SE1, SE2 ed inoltre con alcune linee interurbane collegate con la città metropolitana.
- Fermata tram sotterranea (linea 4)
- Fermata bus GTT